# Josef Černý
Pour les articles homonymes, voir Cerny (homonymie).
Cet article concerne un hockeyeur. Pour le coureur cycliste, voir Josef Černý (cyclisme).
Temple de la renommée de l'IIHF : 2007
Josef Černý (né le 18 octobre 1939 à Rožmitál na Šumavě dans le protectorat de Bohême-Moravie et mort le 24 juillet 2025 à Brno en Tchéquie) est un joueur professionnel de hockey sur glace tchécoslovaque qui évoluait en position d'ailier gauche.

## Biographie
Josef Černý est le premier joueur tchécoslovaque à marquer 400 buts en première division nationale. Il est intronisé au Temple de la renommée de l'IIHF en 2007. Il représentait la Tchécoslovaquie au niveau international.
Josef Černý meurt le 24 juillet 2025.

## Statistiques
| Saison    | Équipe         | Ligue           |    | PJ | B  | A  | Pts | Pun |
| 1957-1958 | HC Plzeň 1929  | Tchécoslovaquie | 15 | 4  | -  | 4  | -   |     |
| 1958-1959 | HC Kometa Brno | Tchécoslovaquie | 22 | 13 | 4  | 17 | -   |     |
| 1959-1960 | HC Kometa Brno | Tchécoslovaquie | 22 | 16 | 10 | 26 | -   |     |
| 1960-1961 | HC Kometa Brno | Tchécoslovaquie | 26 | 10 | 12 | 22 | -   |     |
| 1961-1962 | HC Kometa Brno | Tchécoslovaquie | 31 | 15 | 12 | 27 | 28  |     |
| 1962-1963 | HC Kometa Brno | Tchécoslovaquie | 23 | 18 | 10 | 28 | -   |     |
| 1963-1964 | HC Kometa Brno | Tchécoslovaquie | 23 | 18 | 10 | 28 | -   |     |
| 1964-1965 | HC Kometa Brno | Tchécoslovaquie | 32 | 24 | 11 | 35 | -   |     |
| 1965-1966 | HC Kometa Brno | Tchécoslovaquie | 34 | 34 | 13 | 47 | -   |     |
| 1966-1967 | HC Kometa Brno | Tchécoslovaquie | 36 | 22 | 10 | 32 | -   |     |
| 1967-1968 | HC Kometa Brno | Tchécoslovaquie | 35 | 23 | 13 | 36 | -   |     |
| 1968-1969 | HC Kometa Brno | Tchécoslovaquie | 36 | 30 | 14 | 44 | -   |     |
| 1969-1970 | HC Kometa Brno | Tchécoslovaquie | 36 | 32 | 14 | 44 | -   |     |
| 1970-1971 | HC Kometa Brno | Tchécoslovaquie | 46 | 21 | 23 | 44 | -   |     |
| 1971-1972 | HC Kometa Brno | Tchécoslovaquie | 35 | 19 | 16 | 35 | 14  |     |
| 1972-1973 | HC Kometa Brno | Tchécoslovaquie | 36 | 18 | 8  | 26 | 16  |     |
| 1973-1974 | HC Kometa Brno | Tchécoslovaquie | 44 | 23 | 12 | 35 | -   |     |
| 1974-1975 | HC Kometa Brno | Tchécoslovaquie | 43 | 18 | 8  | 26 | -   |     |
| 1975-1976 | HC Kometa Brno | Tchécoslovaquie | 32 | 11 | 6  | 17 | -   |     |
| 1976-1977 | HC Kometa Brno | Tchécoslovaquie | 40 | 13 | 13 | 26 | -   |     |
| 1977-1978 | HC Kometa Brno | Tchécoslovaquie | 30 | 2  | 2  | 4  | 14  |     |
| 1978-1979 | ATSE Graz      | Autriche        | 32 | 12 | 21 | 33 | 6   |     |